# PGC 921
LEDA/PGC 921, auch UGC 130, ist eine kompakte Elliptische Galaxie vom Hubble-Typ cE im Sternbild Pegasus nördlich der Ekliptik. Sie ist schätzungsweise 221 Millionen Lichtjahre von der Milchstraße entfernt und hat einen Durchmesser von etwa 30.000 Lichtjahren. Vom Sonnensystem aus entfernt sich das Objekt mit einer errechneten Radialgeschwindigkeit von näherungsweise 4.800 Kilometern pro Sekunde.
Die Galaxie gilt als Teil der 18 Mitglieder zählenden Lyons Groups of Galaxies LGG 1 um NGC 7831.

## Galaktisches Umfeld
| Nr. | Galaxie          | Alternativname            | Rek           | Dek           | Distanz/asec |
| --- | ---------------- | ------------------------- | ------------- | ------------- | ------------ |
| →   | LEDA/PGC 921     | UGC 130                   | 00h13m56.92s  | +30d52m58.6s  | 0            |
| 1   | LEDA/PGC 1919629 | 2MASX J00140955+3049278   | 00h14m09.58s  | +30d49m27.9s  | 268.06       |
| 2   | LEDA/PGC 1917815 | 2MASX J00134527+3046588   | 00h13m45.27s  | +30d46m59.1s  | 389.44       |
| 3   | LEDA/PGC 1923082 | 2MASX J00144604+3054161   | 00h14m46.02s  | +30d54m16.1s  | 637.92       |
| 4   | NGC 43           | LEDA/PGC 875              | 00h13m00.75s  | +30d54m55.0s  | 731.84       |
| 5   | LEDA/PGC 1924587 | WISEA J001255.84+305621.7 | 00h12m55.842s | +30d56m21.89s | 811.69       |